# عملاق غازي

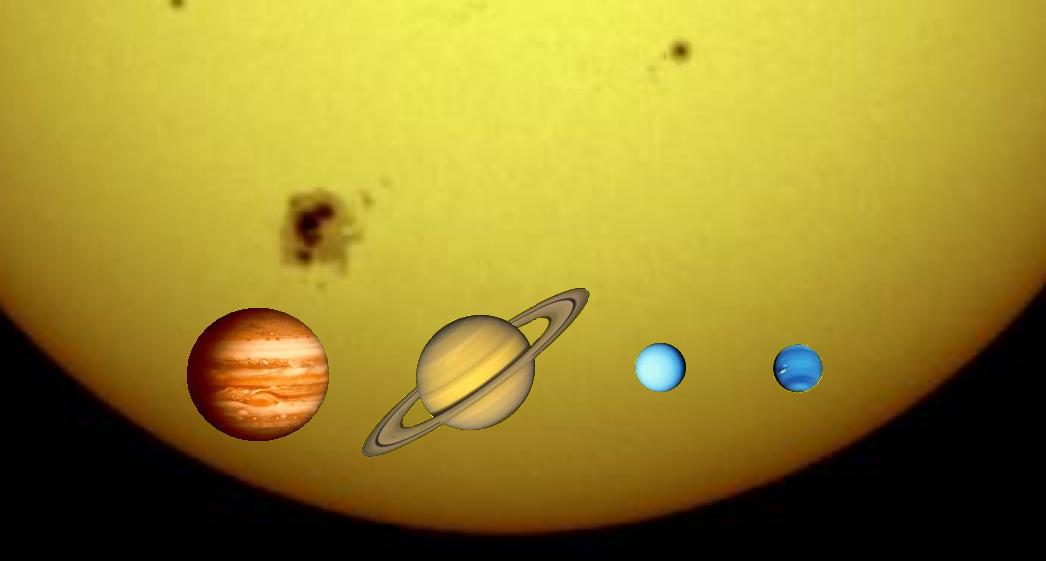
حجم العمالقة الغازية الأربعة للنظام الشمسي مقارنة مع الشمس.

العملاق الغازي أو الكوكب الغازي (ويسمى أحيانًا الكوكب المشتراوي نسبةً لكوكب المشتري)
كوكب كبير لا يتكون أساسًا من الصخور أو غيرها من المواد الصلبة. والعمالقة الغازية في النظام الشمسي أربعة وهي المشتري، زحل، أورانوس ونبتون. ويمكن اعتبار أورانوس ونبتون صنفًا فرعيًا من الكواكب العملاقة: عمالقة جليدية، والتي تتألف من الجليد والصخر وغازات المياه والأمونيا والميثان، على عكس «العمالقة الغازية التقليدية» كالمشتري وزحل. وفي حين لا يوجد سطح صلب في أي من الكواكب الأربعة لكن أورانوس ونبتون لها نسبة أقل من الهيدروجين والهيليوم.

## النواة والمكونات
قد تكون العمالقة الغازية صخرية أو معدنية النواة – ويعتقد أن ذلك ضروريًا لتشكيل العملاق الغازي - ولكن معظم كتلها من الهيدروجين والهيليوم مع آثار من الماء والميثان والأمونيا ومركبات أخرى هيدروجينية، فرغم أن هذه مألوفة كالغازات في الأرض لكن هذه العناصر المكونة يفترض أنها مضغوطة إلى سوائل أو مواد صلبة في عمق الغلاف الجوي للعملاق الغازي.

## الكواكب الصخرية والكواكب الغازية
وعلى عكس الكواكب الصخرية فإن العمالقة الغازية ليس لها معالم سطحية واضحة، بل تتدرج أغلفتها الغازية بالكثافة باتجاه المركز، وربما إلى حالات سائلة أو قريبة من السائلة. ولذلك لا يمكن أن يحط إنسان على سطحها بالمعنى التقليدي للكلمة. ولذا فمصطلحات مثل القطر والمساحة والحجم ودرجة الحرارة السطحية والكثافة السطحية يمكن أن تشير فقط إلى الطبقة الخارجية المرئية من الفضاء.